# Zola (cratère)
Pour les articles homonymes, voir Zola (homonymie).
Zola est un cratère d'impact présent sur la surface de Mercure.
Le cratère fut ainsi nommé par l'Union astronomique internationale en 1979 en l'honneur de l'écrivain français Émile Zola.
Son diamètre est de 70 km. Il se situe dans le quadrangle de Shakespeare (quadrangle H-3) de Mercure.